# Marlenheim
Marlenheim – miejscowość i gmina we Francji, w regionie Grand Est, w departamencie Dolny Ren, w granicach historycznej Alzacji.
Według danych na rok 1990 gminę zamieszkiwało 2956 osób, 203 os./km².